# Forcipomyia palustris
Forcipomyia palustris är en tvåvingeart som först beskrevs av Johann Wilhelm Meigen 1804.  Forcipomyia palustris ingår i släktet Forcipomyia och familjen svidknott. Inga underarter finns listade i Catalogue of Life.